# Ludovico David
Ludovico Antonio David (Lugano, 13 giugno 1648 – Roma ?, post 1709) è stato un pittore svizzero naturalizzato italiano.
Studiò a Milano con Francesco Cairo ed Ercole Procaccini il Giovane, e a Bologna con Carlo Cignani. Si trasferì poi a Venezia, dove eseguì lavori in chiese e conventi. Nella chiesa di San Silvestro a Venezia è presente una sua Natività che si rifà allo stile di Camillo Procaccini. Eseguì ritratti di molte personalità del suo tempo. Lavorò anche a Roma, ma non è noto in quali anni.
Come riferisce Pellegrino Orlandi (1704), lavorò per molto tempo, forse decenni, al libro "Il disinganno delle principali notizie e erudizioni dell'arti più nobili del disegno", una storia della pittura in Italia che non volle mai pubblicare; la lasciò in eredità al figlio Antonio, ma andò poi perduta.